# نوسا سنيورا دو سوكورو
نوسا سنيورا دو سوكورو هي بلدية في البرازيل، تتبع سيرجيبي، بلغ عدد سكانها 131٬679  نسمة، في 2000، تبلغ مساحتها 156٫771 كيلومتر مربع.

## الموقع
تشترك في الحدود مع:
- أراكاجو.